# Club San José
Club Deportivo San José is een Boliviaanse voetbalclub uit Oruro. De club werd opgericht op 19 maart 1942. De thuiswedstrijden worden in het Estadio Jesús Bermúdez gespeeld, dat plaats biedt aan 33.000 toeschouwers en vernoemd is naar oud-doelman Jesús Bermúdez. De clubkleuren zijn wit-zwart. De laatste landstitel (Clausura) werd in 2007 veroverd onder leiding van oud-international Marcos Ferrufino.

## Erelijst
Nationaal
- Liga Boliviano

Winnaar: 1955, 1995, 2007-Clausura
Runner up: 1991, 1992
- Copa Simón Bolívar

Winnaar: 2001
Always Ready ·
Atlético Palmaflor ·
Aurora · 
Blooming · 
Bolívar · 
Guabirá · 
Independiente Petrolero · 
Jorge Wilstermann · 
Libertad Gran Mamoré · 
Nacional Potosí · 
Oriente Petrolero · 
Real Santa Cruz · 
Real Tomayapo · 
Royal Pari ·  
The Strongest · 
Universitario de Vinto · 
Vaca Díez ·